# Sudo
sudo er et program til Unix-lignende operativsystemer, der giver brugeren mulighed for at udføre et program med en anden brugers rettigheder (normalt superbruger/administrator). I Ubuntu Linux og Mac OS X har man helt afskaffet at have et administrator-login og kan kun lave administrative opgaver som fx installation af hardware og programmer ved at bruge sudo.

## Brug
sudo kan bruges fra en command line. Den bruges f.eks. til, som superbruger, at udføre kommandoer eller applikationer fra konsollen. Hver kommando, som man ønsker at udføre som superbruger, skal indledes med kommandoen sudo på denne måde:
```
$
 
sudo
 
<kommando>

```

Password er det samme som for den aktuelle bruger. Kommandoen bliver udført, hvis password er korrekt og brugeren er godkendt til at udføre administrationsopgaver. Password huskes i 15 minutter; når tiden er gået, skal password indtastes igen. Hvis man ønsker at deaktivere sudo-kommandoen inden de 15 minutter, er kommandoen:
```
$
 
sudo
 
-k

```

| Software | Spire Denne artikel om software og programmering er en spire som bør udbygges. Du er velkommen til at hjælpe Wikipedia ved at udvide den. |